# Light sport aircraft

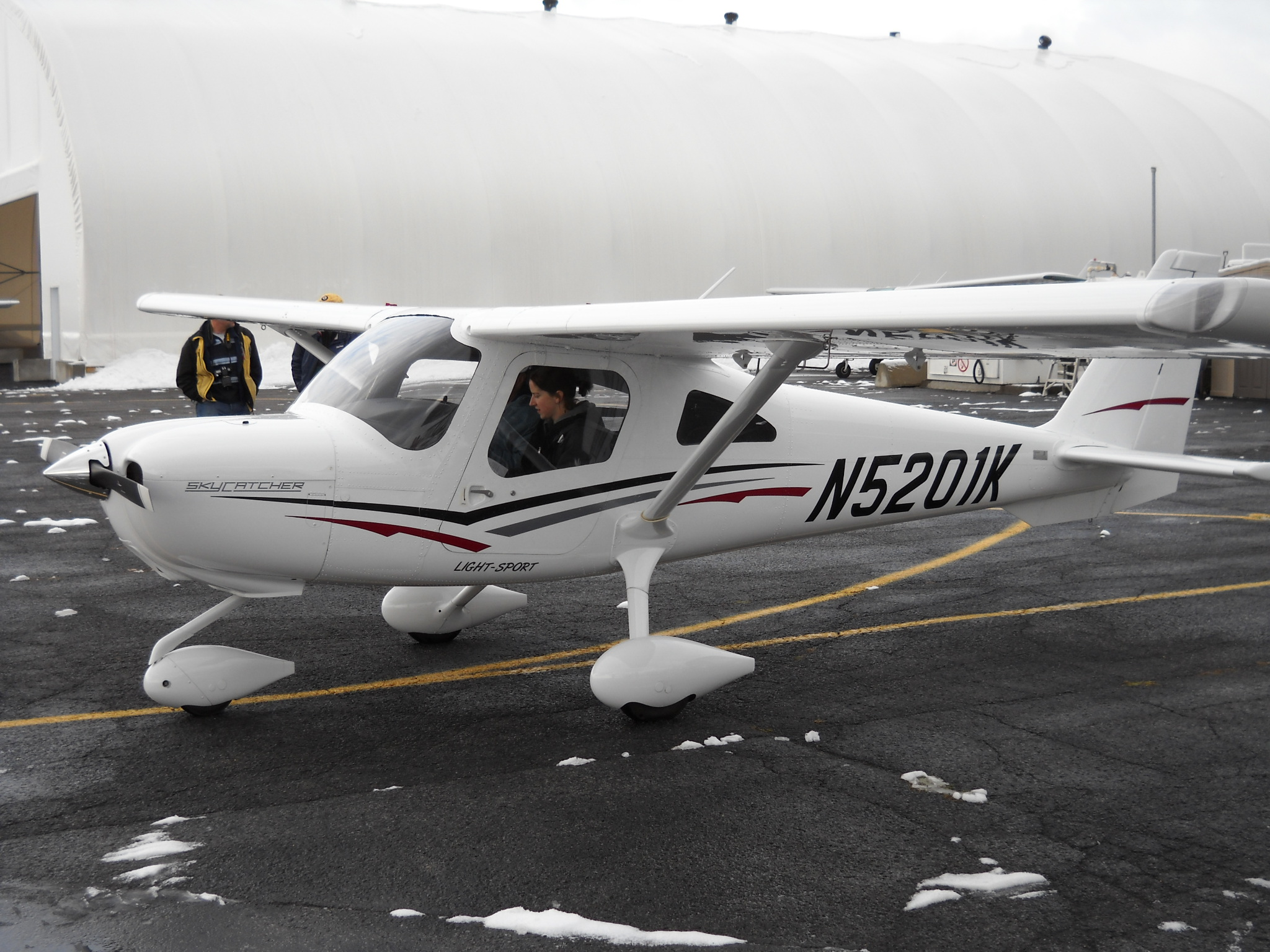
Le Cessna 162 Skycatcher fait partie de la catégorie Light sport aircraft.

Light sport aircraft (LSA) est une catégorie administrative d'aéronefs définie depuis 2003 aux États-Unis et depuis 2011 en Europe. Son équivalent en France correspond à la catégorie ULM Multiaxe dont les règles diffèrent.

## Critères
Les aéronefs entrant dans cette catégorie en Europe doivent avoir :
- un poids maximum au décollage de 1 320 livres (600 kg) ou 1 430 livres (650 kg) en cas d'aéronef amphibie,
- une vitesse de décrochage maximale de 45 nœuds (83 km/h),
- un moteur à piston,
- une cabine non pressurisée,
- une ou deux places.

Auxquels s'ajoutent les critères suivants aux États-Unis :
- une vitesse maximale de 120 nœuds (222 km/h),
- une hélice à pas fixe (ou pas variable au sol),
- un train d'atterrissage fixe.

Les vols sont limités au vol à vue (VFR) et, en Europe uniquement, au vol de nuit si l'aéronef est équipé pour cet usage.
Les aéronefs dans cette catégorie, aux États-Unis, sont divisés en S-LSA (special) pour les aéronefs assemblés en usine et E-LSA (experimental) pour les kits.
Le règlement FAA applicable a été adopté en 2009 et en grande partie par l'AESA dans la classe CS-LSA. Les aéronefs dans cette catégorie ne sont pas certifiés par la FAA mais doivent être approuvés suivant l'ASTM F2245 (Standard Specification for Design and Performance of a Light Sport Airplane).
Le sport pilot certificate aux États-Unis ou la licence de pilote privé aéronef léger (LAPL) en Europe sont nécessaires pour piloter un LSA. La licence de pilote privé (PPL) le permet également.